# Equipe haitiana na Copa Davis
A equipe haitiana na Copa Davis representa o Haiti na Copa Davis, principal competição de tênis masculina por equipes do mundo. É administrada pela Fédération Haïtienne de Tennis.